# Khari Baoli

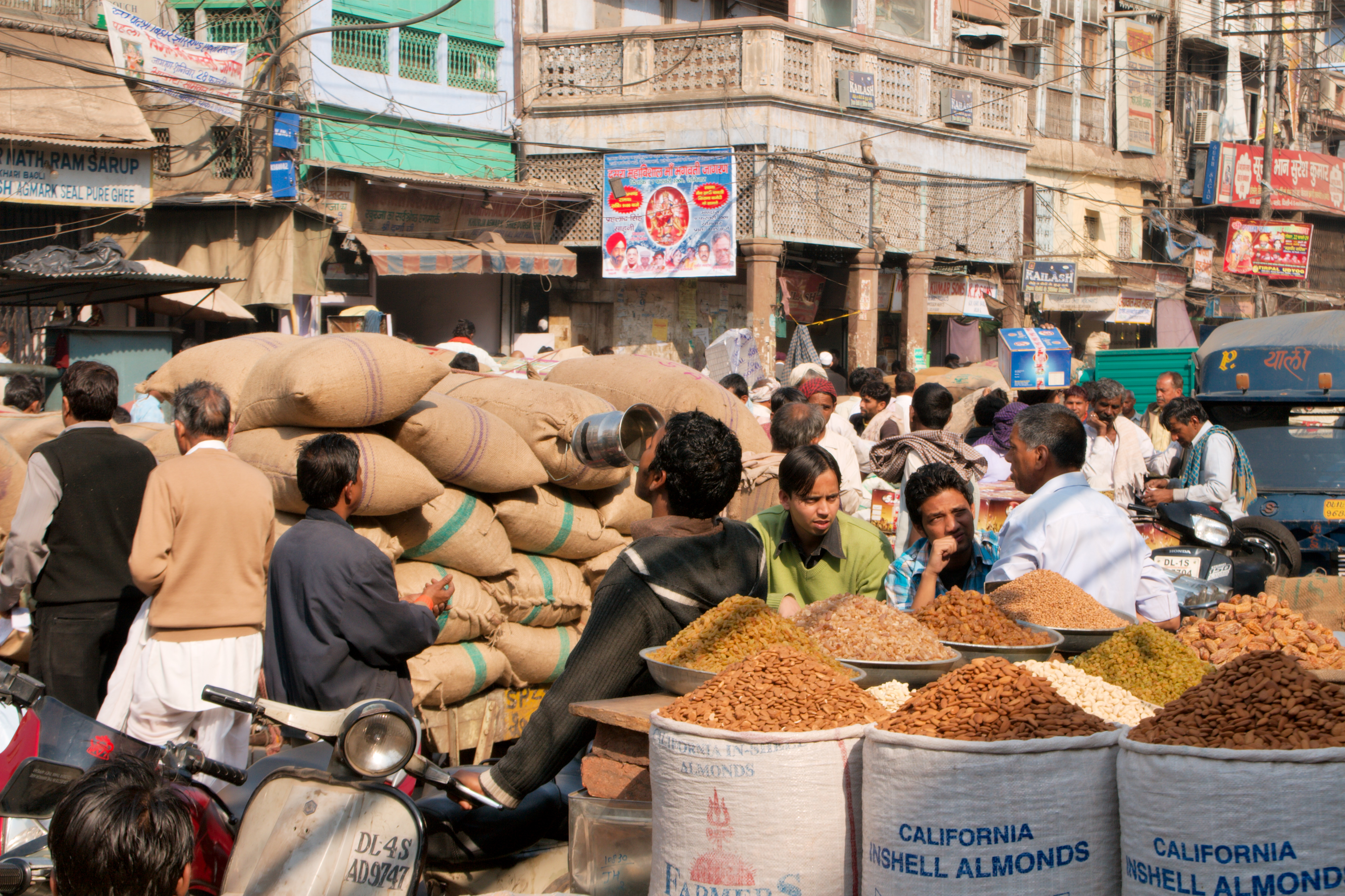
Des amandes californiennes vendues au marché du Khari Baoli, à Old Delhi.

Khari Baoli est une rue à Delhi, en Inde. L'Inde est connue en partie grâce au Khari Baoli pour son épicerie et parce que c'est le plus grand marché d'épices de l'Asie vendant toutes sortes d'épices : des noix, des herbes et des produits alimentaires comme le riz et le thé. En opération depuis le XVIIe siècle, le marché se situe près de l'historique Fort Rouge d'Old Delhi, sur le Khari Baoli, limitrophe du Fatehpuri Masjid à l'extrémité ouest de Chandni Chowk. Au fil des ans, Khari Baoli est resté une attraction touristique, en particulier dans le patrimoine d'Old Delhi,,.

## Histoire

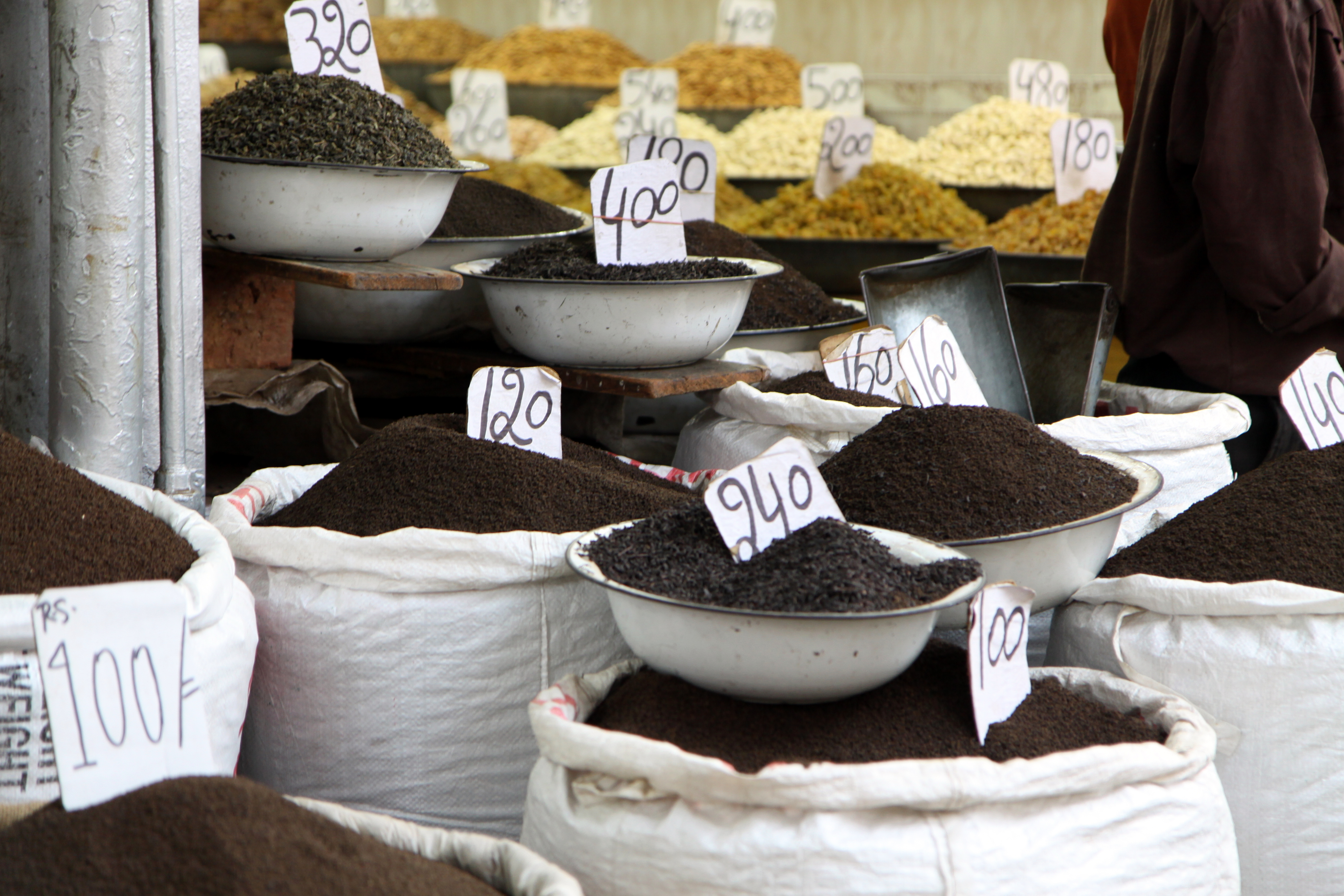
Une boutique vendant des feuilles de thé, à Khari Baoli, dans l'Old Delhi.

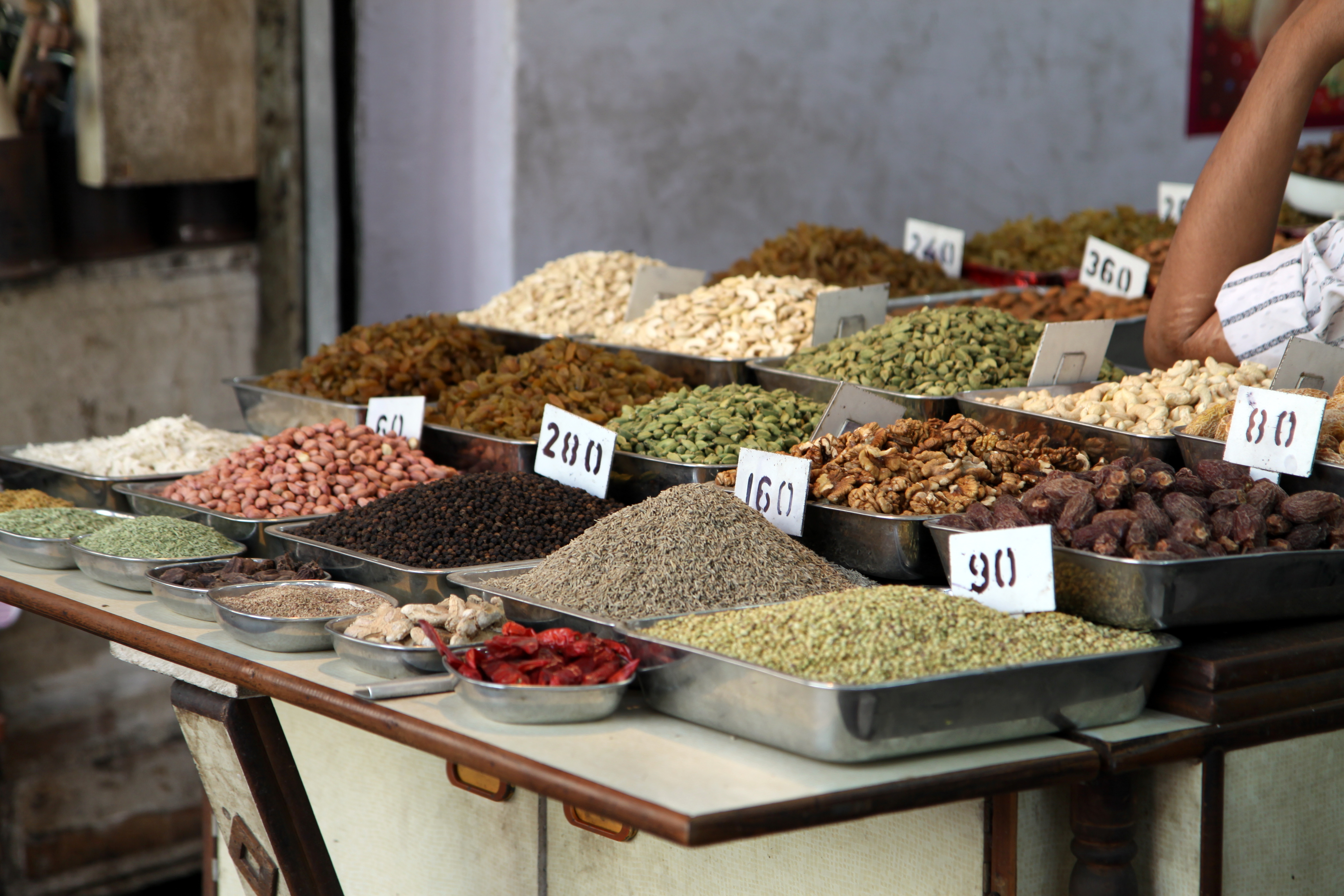
Un magasin vendant des épices, à Khari Baoli, dans l'Old Delhi.

Le marché a été construit autour de la Fatehpuri Masjid. Il a été construit en 1650 par Fatehpuri Begum, une des épouses de l'empereur moghol Shâh Jahân. Il a été construit avec une porte fortifiée le Lahori Gate se situant à l'extrémité de l'ouest de Khari Baoli. Elle fait partie des quatorze portes de la ville fortifiée de Delhi, cette porte se nomme ainsi en raison d'une route de travers menant au Lahore, dans l'actuel Pakistan.
En 1936, Chowdhary Chhotu Ram, un ministre dans le gouvernement du pendjabi, a émis une loi annulant toutes les dettes des villageois. Ainsi, de nombreux commerçants ont perdu leurs entreprises et ont migré vers Delhi.

## Aperçu
Le marché Gadodia situé sur le côté sud de Khari Baoli a été construit par de riches marchands en 1920. Il possède l'un des nombreux magasins d'épices et est le plus grand marché d'épices de l'Asie. Aujourd'hui, Khari Baoli est non seulement le plus grand marché aux épices d'Asie, mais aussi un quartier commercial très important et très occupé.
L'autre extrémité du marché Khari Baoli est sur la route Go (district de lumière rouge et du marché de produits d'ingénierie) et Sadar Bazar (marché pour les produits non-consommation de marque).
Il y a un marché de véritables herbes dans Katara Tambaku où certains importateurs et exportateurs font le commerce d'herbes.